# Campionato mondiale maschile di pallacanestro 1974
La VII edizione del Campionato Mondiale Maschile di Pallacanestro FIBA è stata disputata a Porto Rico dal 3 al 14 luglio 1974.

## Classifica finale
| Campione del Mondo | Campione del Mondo | Campione del Mondo |
| --- | ------------------ | --- |
| Unione Sovietica4 Pavlov, 5 Paulauskas, 6 Miloserdov, 7 Sal'nikov, 8 Bološev, 9 Jadėška, 10 S. Belov, 11 Tomson, 12 Bol'šakov, 13 Charčenkov, 14 A. Belov, 15 Žigilij, All. Vladimir Kondrašin |                    | |
| Argento | Jugoslavia         | Jugoslavia4 Tvrdić, 5 Kićanović, 6 Jelovac, 7 Knežević, 8 Jerkov, 9 Kapičić, 10 Slavnić, 11 Ćosić, 12 Šolman, 13 Plećaš, 14 Dalipagić, 15 Marović, All. Mirko Novosel                |
| Bronzo | Stati Uniti        | Stati Uniti4 Lucas, 5 Burden, 6 Grote, 7 Oleynick, 8 Short, 9 Schmidt, 10 Buckner, 11 Gerard, 12 Meriweather, 13 Boswell, 14 Wilkins, 15 Kelley, All. Gene Bartow                    |
| 4. | Cuba               | Cuba4 Domecq, 5 R. Herrera, 6 Roca, 7 Chappé, 8 Ortiz, 9 Cañizares, 10 Pérez, 11 Calderón, 12 T. Herrera, 13 Varona, 14 Urgellés, 15 Álvarez, All. Carmelo Ortega                    |
| 5. | Spagna             | Spagna4 Brabender, 5 Ramos, 6 Rodríguez, 7 Cabrera, 8 Santillana, 9 Rullán, 10 Iradier, 11 Corbalán, 12 Sagi-Vela, 13 Luyk, 14 Estrada, 15 Flores, All. Antonio Díaz-Miguel          |
| 6. | Brasile            | Brasile4 Dodi, 5 Peixotinho, 6 Bira, 7 Carioquinha, 8 Hélio Rubens, 9 Marquinhos, 10 Totô, 11 Marcel, 12 Adilson, 13 Robertão, 14 Zé Geraldo, 15 Mosquito, All. Edson Bispo          |
| 7. | Porto Rico         | Porto Rico4 Brignoni, 5 Vicéns, 6 Rivera, 7 Bermúdez, 8 Rodríguez, 9 Montañez, 10 Blondet, 11 Thordsen, 12 Ortiz, 13 Cruz, 14 Dalmau, 15 Pacheco, All. Armando Torres                |
| 8. | Canada             | Canada4 Devlin, 5 Rautins, 6 Robinson, 7 Riley, 8 Sharpe, 9 Stewart, 10 Moser, 11 Russell, 12 McKenzie, 13 Raffin, 14 Hansen, 15 Tollestrup, All. Jack Donohue                       |
| 9. | Messico            | Messico4 García, 5 Guerrero, 6 Hernández, 7 Palma, 8 Ayala, 9 Asiáin, 10 Márquez, 11 Monreal, 12 Alvarado, 13 Pontvianne, 14 Sáenz, 15 Raga, All. Pedro Barba                        |
| 10. | Cecoslovacchia     | Cecoslovacchia4 Skála, 5 Petr, 6 Beránek, 7 Pekárek, 8 Kos, 9 Hummel, 10 Zídek, 11 Zedníček, 12 Bobrovský, 13 Brabenec, 14 Douša, 15 Hraška, All. Vladimír Heger                     |
| 11. | Argentina          | Argentina4 Cadillac, 5 Aguirre, 6 Martín, 7 Raffaelli, 8 Guitart, 9 Becerra, 10 Perazzo, 11 Pagella, 12 Monachesi, 13 González, 14 Cabrera, 15 Gehrmann, All. Miguel Ángel Ripullone |
| 12. | Australia          | Australia4 Marsland, 5 Watson, 6 Duke, 7 Lampshire, 8 Palubinskas, 9 Kerle, 10 Blicavs, 11 Crosswhite, 12 Tomlinson, 13 Burbridge, 14 Maddock, 15 Koltuniewicz, All. Lindsay Gaze    |
| 13. | Filippine          | Filippine4 Mariano, 5 Cleofás, 6 Melencio, 7 Jaworski, 8 Arnaiz, 9 Guidaben, 10 Fernández, 11 Adornado, 12 Martires, 13 Paner, 14 Reynoso, 15 Regullano, All. Tito Eduque            |
| 14. | Rep. Centrafricana | Rep. Centrafricana4 Malimaka, 5 Ngounio, 6 Limbio, 7 Gambor, 8 A. Sangha, 9 B. Sangha, 10 Ngoko, 11 Séréfio, 12 Bimale, 13 Larma, 14 Adam, 15 Bengué, All. Laverne Grussing          |